# 叙利拉沙佩勒
叙利拉沙佩勒（法語：Sully-la-Chapelle，法語發音：[syli la ʃapɛl]）是法国卢瓦雷省的一个市镇，位于该省中部，属于奥尔良区。

## 地理
叙利拉沙佩勒（47°58'33"N, 2°10'56"E）面积26.17 平方千米，位于法国中央-卢瓦尔河谷大区卢瓦雷省，该省份为法国中北部省份，北起埃松省，西北接厄尔-卢瓦省，西南接卢瓦-谢尔省，南至涅夫勒省和谢尔省，东临约讷省，东北接塞纳-马恩省。
与叙利拉沙佩勒接壤的市镇（或旧市镇、城区）包括：希约尔欧布瓦、费欧洛日、安格拉讷、卢里、特赖努、维特里欧洛日。

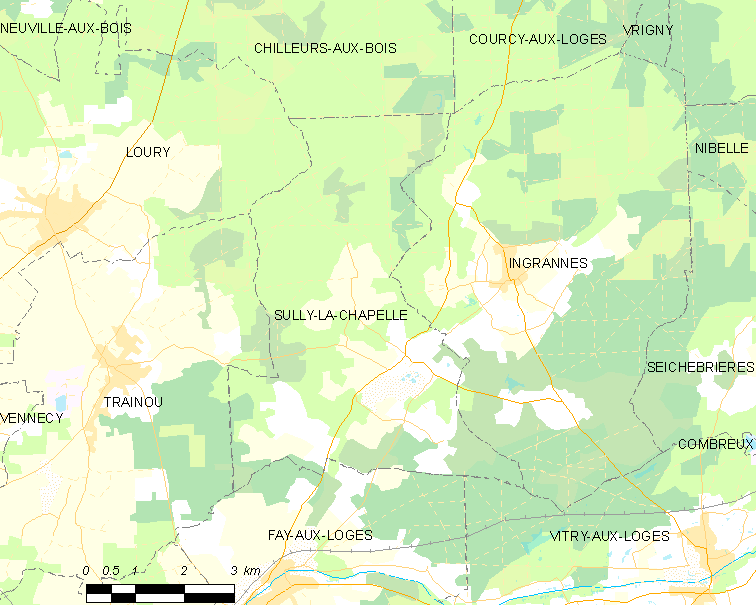
叙利拉沙佩勒的OSM定位图

叙利拉沙佩勒的时区为UTC+01:00、UTC+02:00（夏令时）。

## 行政
叙利拉沙佩勒的邮政编码为45450，INSEE市镇编码为45314。

## 政治
叙利拉沙佩勒所属的省级选区为卢瓦尔河畔新堡县。

## 人口

1962-2008年间叙利拉沙佩勒人口变化图示

叙利拉沙佩勒于2022年1月1日时的人口数量为453人。